# Internationale Juristenkommission
Die Internationale Juristenkommission (englisch International Commission of Jurists, ICJ) ist eine nichtstaatliche Organisation mit Sitz in Genf. Mitglieder besuchen auch Gerichtsverfahren in aller Welt und überprüfen diese auf Übereinstimmung mit internationalem Recht.
Die ICJ wurde 1952 in Berlin anlässlich eines vom Untersuchungsausschuß Freiheitlicher Juristen veranstalteten Internationalen Juristen-Kongresses gegründet. Sie besteht aus 60 führenden Völker- und Menschenrechtsexperten aus aller Welt. ICJ hat über 97 nationale Sektionen und angeschlossene Juristenorganisationen in 70 Ländern. Sie ist eine der namhaftesten internationalen Juristenorganisationen. Zu ihren Mitgliedern zählen höhere Justizbeamte aus Australien, Kanada, Südafrika und die ehemalige UN-Hochkommissarin für Menschenrechte, Mary Robinson.
Die ICJ veröffentlicht Stellungnahmen zur völkerrechtlichen Fragen und Problemen, z. B. die Auslegung des in UN-Charta festgelegten allgemeinen Gewaltverbots, die Selbstverteidigung gegen einen bewaffneten Angriff, Position über die Beschlüsse des Sicherheitsrats (Institution, Vereinte Nationen). Die ICJ ist zudem an der Debatte um extraterritoriale Staatenpflichten beteiligt und hat maßgeblich zur Verabschiedung der Maastricher Prinzipien im Jahr 2011 beigetragen.

## Preise

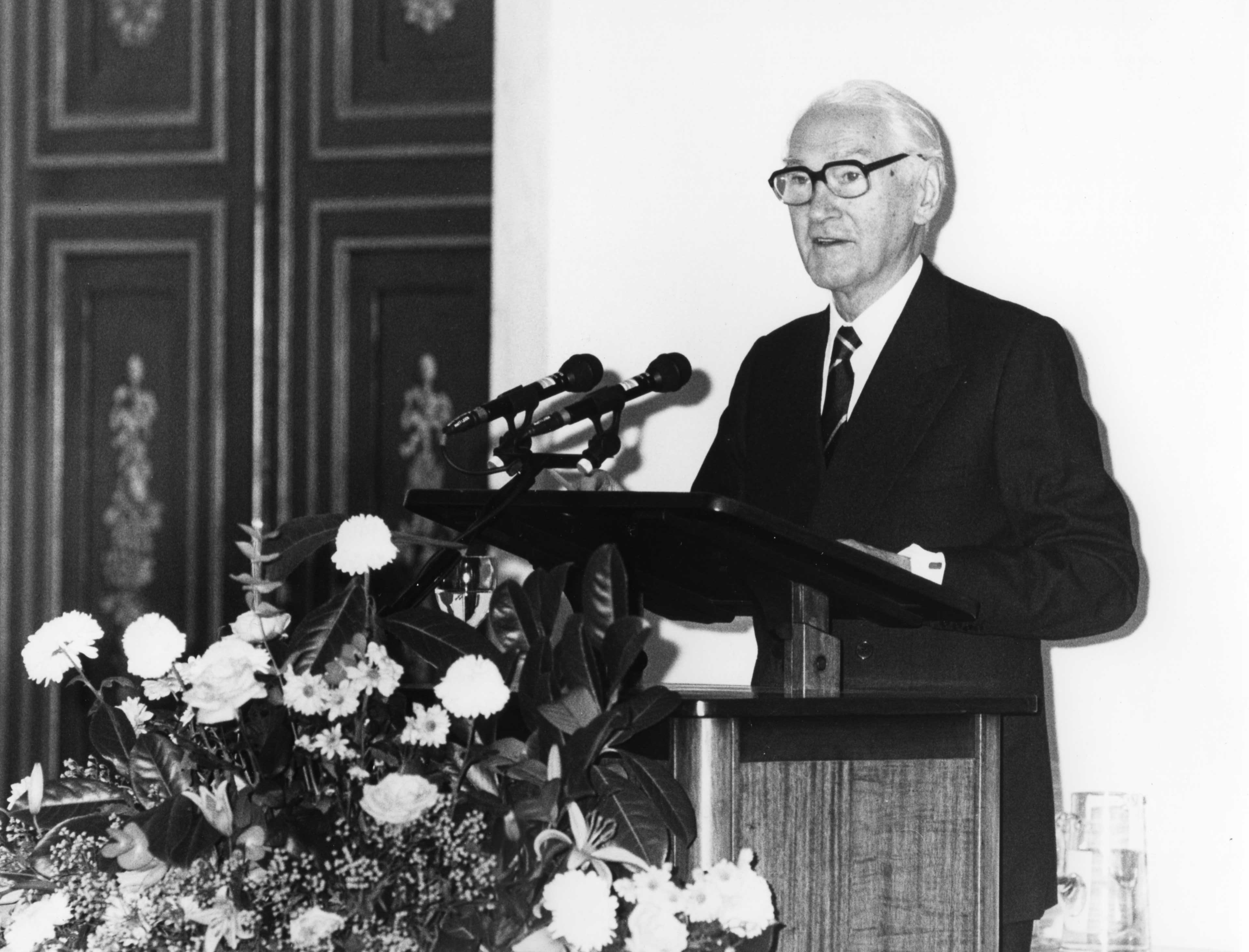
Der damalige Generalsekretär der Kommission Niall MacDermot bei der Dankesrede zur Erasmuspreisverleihung 1989

Die Juristenkommission hat seit ihrem Bestehen unter anderem folgende Preise verliehen bekommen: Das Ministerkomitee des Europarates zeichnete die Organisation 1980 mit dem Europäischen Menschenrechtspreis aus. Im Jahr 1984 erhielt sie den Wateler Friedenspreis der niederländischen Carnegie Stiftung. Den Erasmuspreis bekam ICJ 1989. Im Jahr 1993 wurde ihr der Menschenrechtspreis der Vereinten Nationen verliehen.